# Katastrofa lotu Lufthansa 005
Katastrofa lotu Lufthansa 005 – wypadek lotniczy, który wydarzył się 28 stycznia 1966 roku na terenie portu lotniczego w Bremie. W wypadku samolotu Convair CV 440 linii Lufthansa zginęło 46 osób (42 pasażerów i 4 członków załogi) – wszyscy na pokładzie.
Convair CV 440 (nr. rej. D-ACAT) odbywał lot z Frankfurt nad Menem do Bremy. Około godziny 19:00 maszyna rozpoczęła podchodzenie do lądowania. Widoczność nad lotniskiem była znacznie ograniczona przez padający ulewny deszcz. Kontrola naziemna wydała pilotom zezwolenie na lądowanie na pasie numer 27. Z powodu wadliwego działania jednego z urządzeń pilot musiał zmienić kurs przy podchodzeniu do lądowania. W czasie wykonywania tej czynności pilot źle ocenił wysokość, na której znajdował się samolot. Gdy jeden z pilotów zorientował się, że maszyna leci zbyt nisko, doszło do gwałtownego spadku siły nośnej i załoga straciła kontrolę nad samolotem. Maszyna rozbiła się tuż obok pasa startowego i stanęła w płomieniach. Wszystkie osoby znajdujące się na pokładzie zginęły na miejscu.